# Phare de Point Loma (1855)
Pour les articles homonymes, voir Phare de Point Loma.
Le vieux phare de Point Loma est un phare situé sur la péninsule de Point Loma à l'embouchure de la baie de San Diego à San Diego, dans le Comté de San Diego (État de la Californie), aux États-Unis. Il est désactivé depuis 1891 et se trouve dans la zone de Cabrillo National Monument. Plus en service en tant que phare, il est ouvert au public en tant que musée.
Il est enregistré au California Historical Landmark sous le no 51 et au San Diego Historic Landmark sous le no 17.
Il est inscrit au Registre national des lieux historiques depuis le 27 juin 1974 .

## Histoire
Le 28 septembre 1850, à peine 19 jours après l'admission de la Californie dans l'Union, le Congrès fit construire des phares le long de la côte californienne : phare d'Alcatraz, phare de Point Conception, phare de Battery Point, phare des îles Farallon, phare de Point Pinos et Point Loma. Un site fut choisi en 1851 près du sommet de Point Loma. La construction a été commencée en avril 1854, quand une première cargaison de matériaux est arrivée de San Francisco. La lanterne et la lentille de Fresnel ont été commandées à Paris et sont arrivées en août 1855. La maison-phare a été achevée en octobre 1855 et a été allumée pour la première fois au coucher du soleil le 15 novembre 1855.
Lorsque le phare a été construit, une petite structure supplémentaire a été construite à côté de celui-ci. Ce bâtiment était à l'origine utilisé comme entrepôt pour le pétrole, le bois et d'autres fournitures. Cependant, en 1875, une partie a été convertie en un appartement de deux pièces pour le gardien-adjoint du phare. Il a été construit avec du bois brut et l'intérieur était recouvert de tissu et de papier, car des fissures se développaient fréquemment dans les murs. Cette mince doublure a ensuite été remplacée par du lambris en 1880. Aujourd'hui ce bâtiment a encore été modifié et sert maintenant de musée. Il contient l'objectif original du phare de Point Loma (1891) ainsi que des cartes et des documents sur Point Loma et son histoire.
Pendant son fonctionnement, le phare avait la plus haute élévation de tout phare aux États-Unis. Cependant, l'emplacement au sommet d'une falaise de près de 130 m signifiait que le brouillard et les nuages bas obscurcissaient souvent la lumière de la vue des navires. Les nuits brumeuses, le gardien du phare déchargeait parfois un fusil de chasse pour avertir les navires. Le 23 mars 1891, la lumière s'éteignit de façon permanente pour être remplacée par celle du nouveau phare de Point Loma à une altitude plus basse.
En 1984, le National Park Service  a rallumé la lumière pour la première fois en 93 ans, à l'occasion du 130e anniversaire du site. Plus de 3 000 personnes ont assisté à la célébration, dont plus de 100 descendants d'anciens gardiens de phare.

## Le phare maintenant
Après la désactivation du phare, il est tombé en désuétude. En 1913, il fut proposé de démolir le phare délabré et de le remplacer par une statue monumentale de l'explorateur portugais João Rodrigues Cabrilho. La statue n'a jamais été faite, mais pour l'accommoder, un demi-hectare autour du phare a été mis de côté en tant que Cabrillo National Monument par Proclamation présidentielle. Le monument national de Cabrillo a été remis au National Park Service en 1933. En 1935, une lanterne métallique a été reconstruite et le phare a été rendu à son état original. Un concessionnaire vivait dans le phare, offrant des visites du bâtiment et exploitant un salon de thé dans la salle sud de l'étage principal.
Avec le déclenchement de la guerre en 1941, le phare a été peint en vert de camouflage et a été utilisé comme une tour de signalisation pour diriger les navires dans la baie de San Diego. Après la guerre, le phare a été remis au National Park Service. Pendant les années 1980, il a été restauré et rempli de meubles d'époque pour ressembler au plus près de son apparence lorsque la famille du gardien y vivait. En 2003-2004, la zone environnante a également été restaurée pour donner un aspect plus authentique, notamment des plantes indigènes, un potager et un système de captage d'eau. La lanterne abrite actuellement l'objectif de  3e ordre du phare de Mile Rocks.
Aujourd'hui, le phare désactivé reste un repère maritime et sert de musée. Les visiteurs peuvent entrer dans le phare et voir les quartiers techniques et d'habitation. Les visiteurs sont parfois accueillis par des bénévoles faisant de la reconstitution historique, dont "Captain Israel", véritable personnage historique qui fut gardien de phare de 1871 à 1892 , ou "membres de l'équipage" du navire de l'explorateur Cabrillo.
Bien que la tour du phare soit normalement fermée au public, elle est ouverte exceptionnellement deux jours par an. Ces dates sont le 25 août, qui est l'anniversaire du National Park Service, et le 15 novembre, qui est l'anniversaire du phare.
Identifiant : ARLHS : USA-627 .
|          |
| Le phare |

|                      |
| Lenterne et lentille |

|               |
| Plan du phare |

### Lien connexe
- Liste des phares de la Californie